# Xã Rossville, Quận Shawnee, Kansas
Xã Rossville (tiếng Anh: Rossville Township) là một xã thuộc quận Shawnee, tiểu bang Kansas, Hoa Kỳ. Năm 2010, dân số của xã này là 1.907 người.